# Bačkov (Slowakei)
Bačkov (ungarisch Bacskó) ist eine Gemeinde im Osten der Slowakei, mit 754 Einwohnern (Stand 31. Dezember 2024) und liegt im Okres Trebišov, einem Kreis des Košický kraj.

## Geographie
Die Gemeinde liegt im Nordteil des Ostslowakischen Tieflands am Bach Bačkovský potok, im Schatten des westlich liegenden Gebirgszugs Slanské vrchy, auf einer Höhe von 200 m n.m. Das Ortszentrum liegt fünf Kilometer nördlich von Sečovce und 31 Kilometer östlich von Košice.

## Geschichte
Bačkov wurde zum ersten Mal 1320 als Bachkow schriftlich erwähnt, erste Spuren der Besiedlung stammen schon aus dem 8. und 9. Jahrhundert. Der Ort entwickelte sich als eine Ansiedlung im Herrschaftsgebiet zweier Burgen: der älteren Burg Braničev bis zum 14. Jahrhundert und der neueren Burg Bačkov, die bis zum Ende des 17. Jahrhunderts Bestand hatte. 1828 sind 91 Häuser und 670 Einwohner verzeichnet.
Während der Schlacht um den nahen Dargovpass im November 1944 brannte der Ort vollständig nieder. 

## Bevölkerung
| Jahr                | 1994 | 2004    | 2014    | 2024     |
| ------------------- | ---- | ------- | ------- | -------- |
| Anzahl der Personen | 594  | 620     | 679     | 754      |
| Unterschied         |      | +4,37 % | +9,51 % | +11,04 % |

| Jahr                | 2023 | 2024    |
| ------------------- | ---- | ------- |
| Anzahl der Personen | 753  | 754     |
| Unterschied         |      | +0,13 % |

Ergebnisse nach der Volkszählung 2001 (610 Einwohner):
| Nach Ethnie: - 99,18 % Slowaken - 0,49 % Tschechen - 0,16 % Roma | Nach Religion: - 56,72 % griechisch-katholisch - 37,54 % römisch-katholisch - 4,59 % konfessionslos |

## Persönlichkeiten
- István Fischer de Nagy (1754–1822), römisch-katholischer Geistlicher, Erzbischof von Eger (1807–1822)
- Imre Friváldszky von Friváld (1799–1870), ungarischer Botaniker